# اچ‌ام‌اس ولپ (آر۳۷)
اچ‌ام‌اس ولپ (آر۳۷) (به انگلیسی: HMS Whelp (R37)) یک کشتی است که طول آن ۳۶۲ فوت ۹ اینچ (۱۱۰٫۵۷ متر) می‌باشد. این کشتی در سال ۱۹۴۳ ساخته شد.